# Hauptpost (Opole)

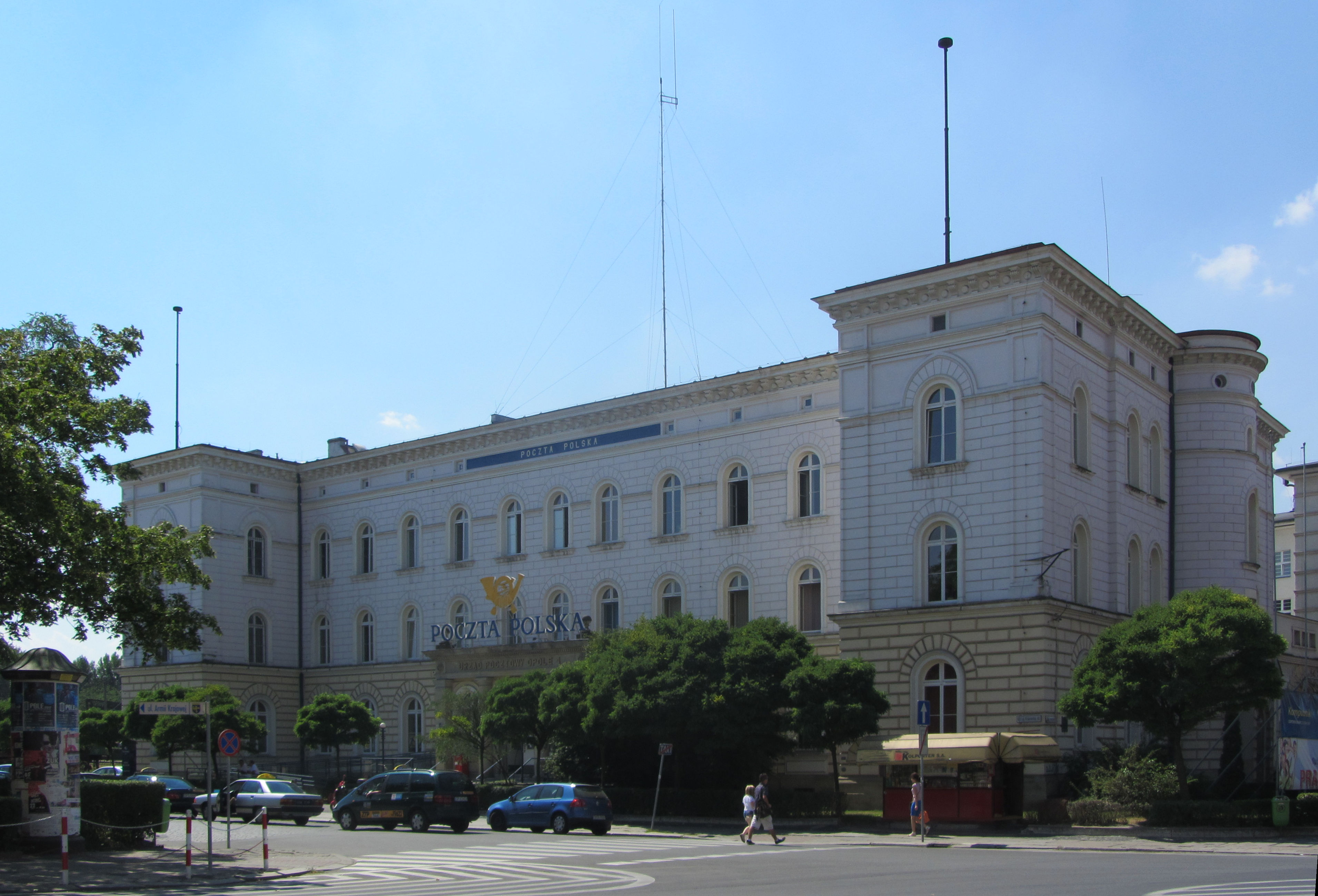
Vorderansicht mit Eingangsportal

Die Hauptpost (poln. Poczta Główna) in Opole (Oppeln) ist ein historisches Gebäude in der südlichen Innenstadt, am Bahnhofsplatz. Es beherbergte auch die Oberpostdirektion Oppeln, eine vom 1. Januar 1850 bis 1945 bestehende Mittelbehörde der deutschen Postverwaltung.

## Geschichte
Ende des 17. Jahrhunderts entstand das erste Postamt in Oppeln und kam am Ring Nr. 11 unter, siehe Altes Posthaus. 1822 zog das Postamt in die heutige Ul. Ozimska 2. Jedoch wurde auch dieses Haus schnell zu klein, und es wurde ein neues Gebäude geplant. 
Das Hauptpostamt wurde 1854 als erstes Gebäude am Bahnhofsplatz erbaut. Postamt und Bahnhof lagen damals weit außerhalb der Stadt. Es wurde vom Architekten Albrecht, der auch den Rathausturm entwarf, im Stil des Klassizismus erbaut. 1891 wurde das Gebäude von Breslauer Architekten erweitert. Dabei entstanden die beiden Seitenflügel an der Vorderfront des Gebäudes, das Eingangsportal, sowie das an der Nordseite angesetzte runde Treppenhaus mit dem kuppelähnlichen Isolatorengerüst, an dem die damals noch oberirdischen Telefonleitungen der Stadt zusammenliefen. 1931 wurde an der heutigen Ul. Korfantego ein weiteres Gebäude ergänzt, außerdem wurde die Schalterhalle umgebaut. 1930 entstand neben dem Postamt ein Denkmal zu Ehren der Postbeamten, die im Ersten Weltkrieg gefallen waren.
Bis heute ist das Gebäude als Hauptpost der Polnischen Post in Nutzung.

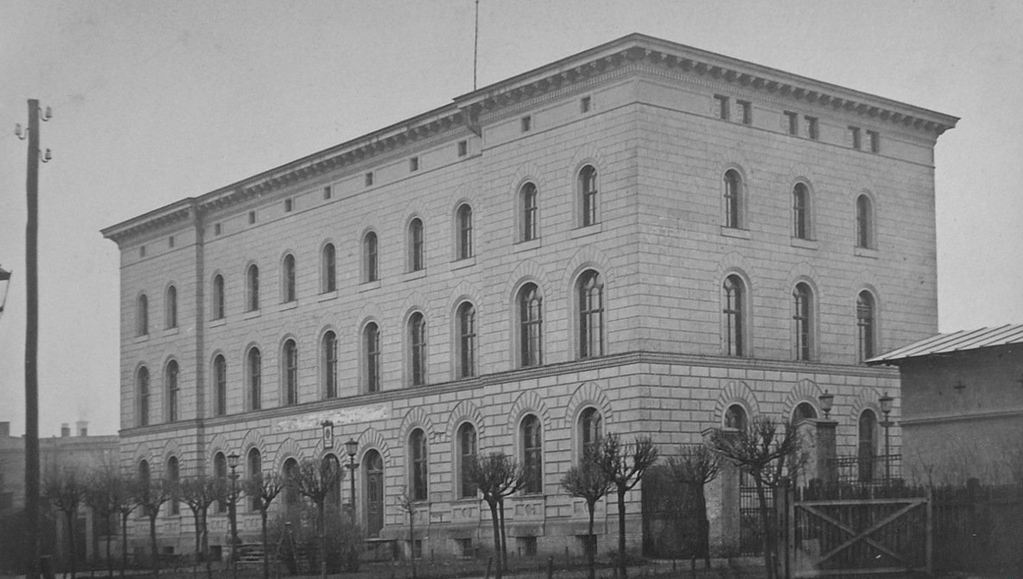
Erstes Hauptpostamt in Oppeln (1880)
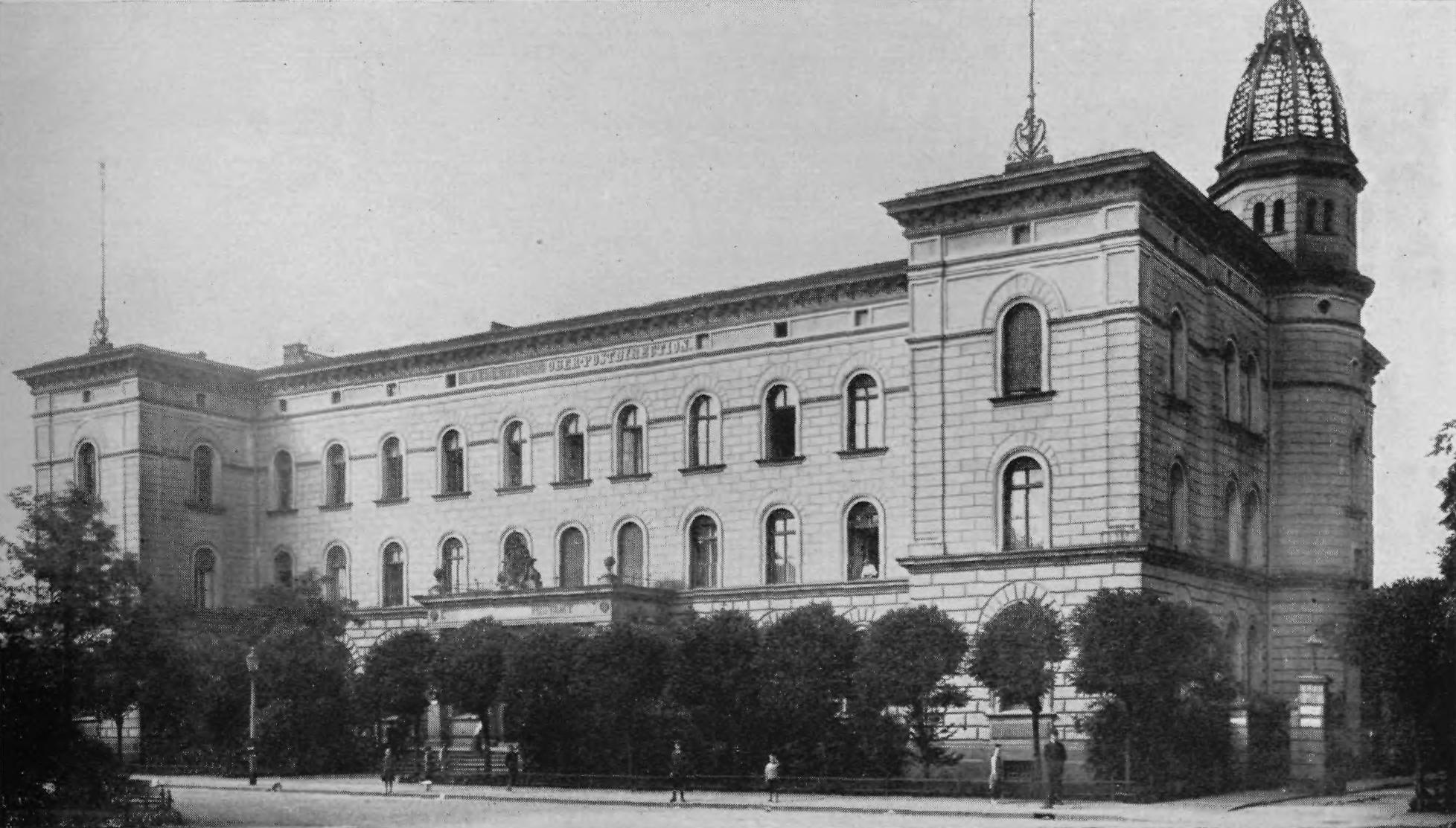
Erweiterungsbau von 1891 mit dem Isolatorengerüst (1915)
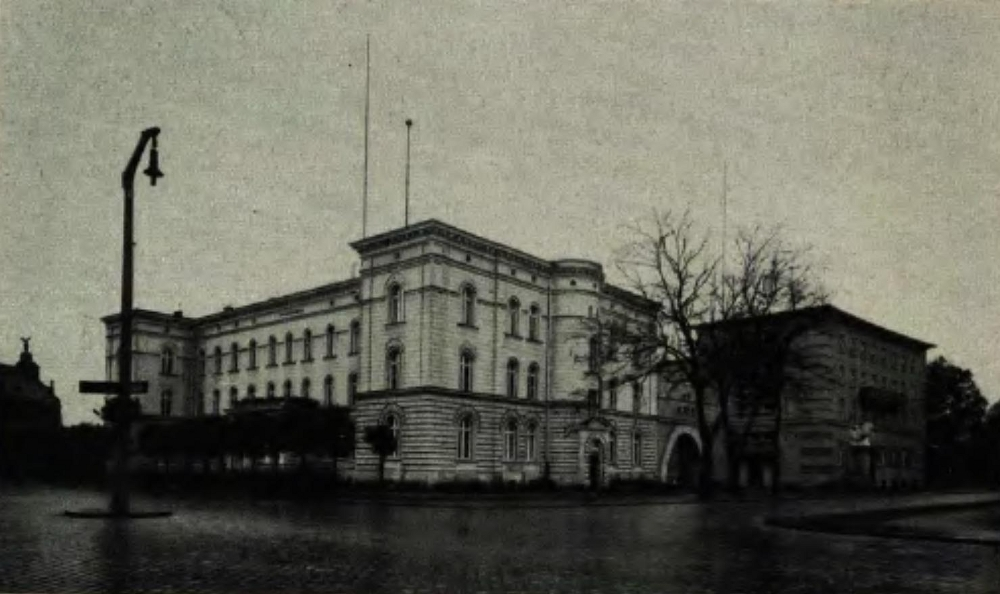
Hauptpostamt mit Erweiterungsbau (1930er)
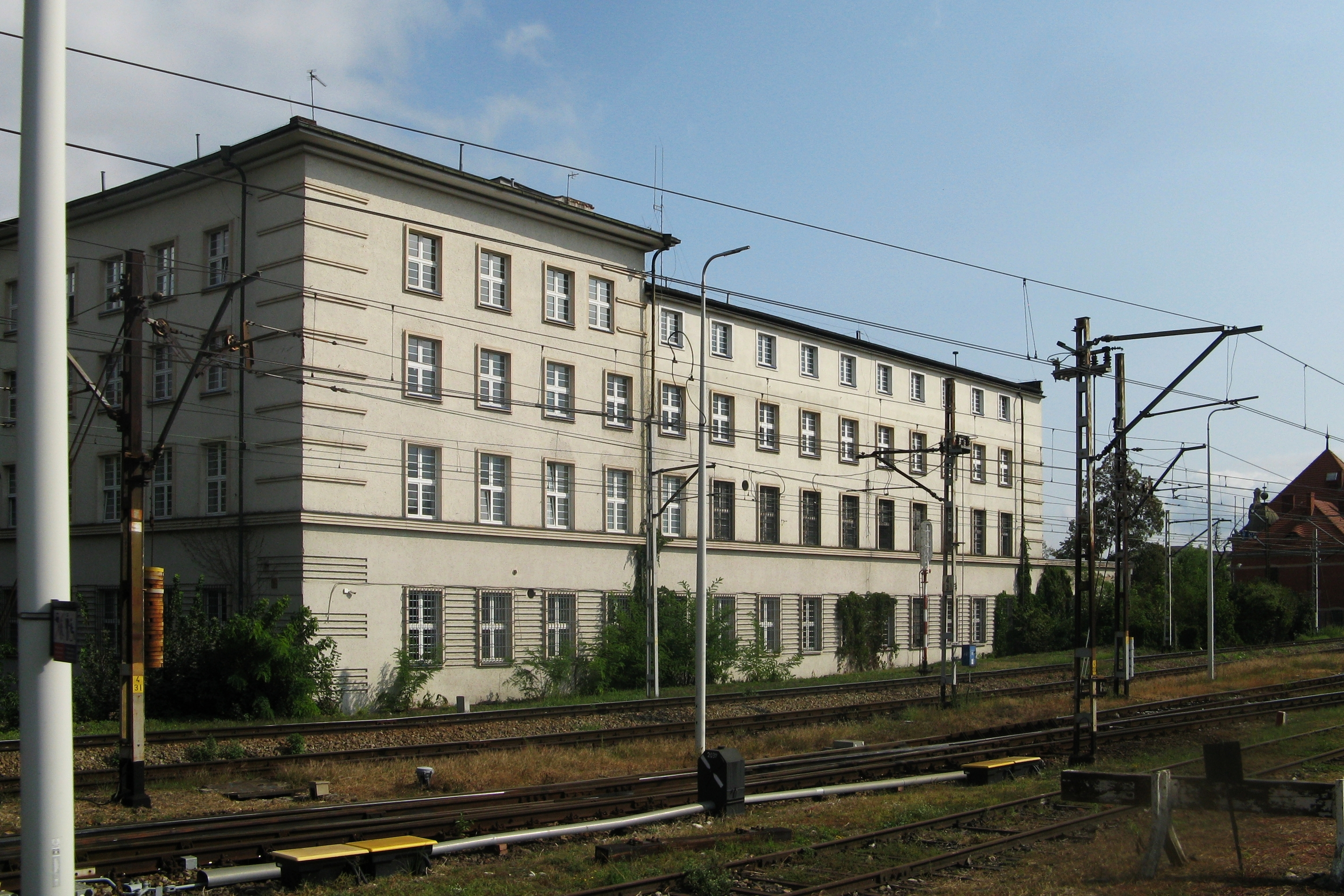
Südfassade (2018)
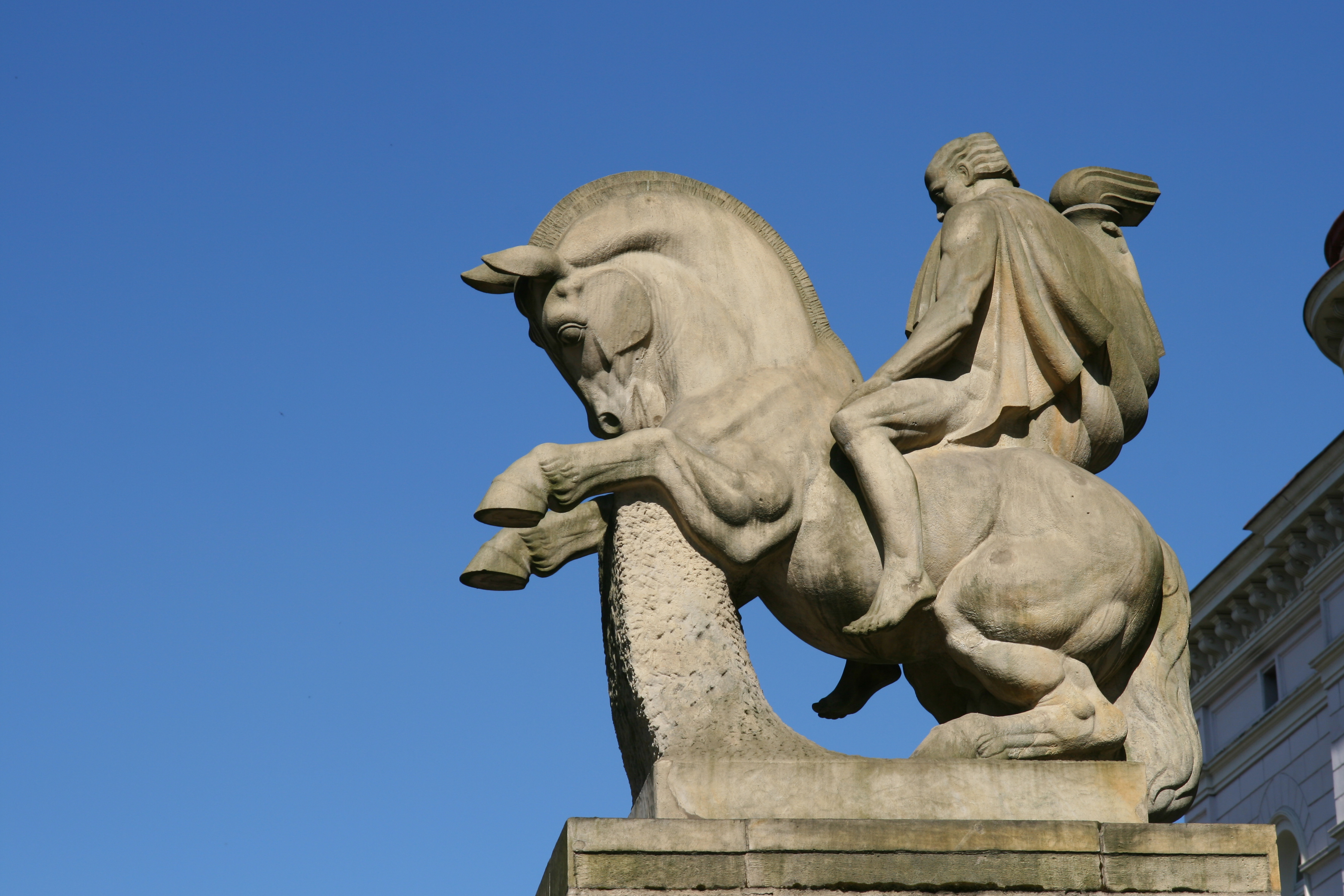
Denkmal für die im Ersten Weltkrieg gefallenen Postbeamten